# یواس‌اس لئوپارد (آی‌ایکس-۱۲۲)
یواس‌اس لئوپارد (آی‌ایکس-۱۲۲) (به انگلیسی: USS Leopard (IX-122)) یک کشتی بود که طول آن ۴۴۱ فوت ۶ اینچ (۱۳۴٫۵۷ متر) بود. این کشتی در سال ۱۹۴۳ ساخته شد.